# N,N'-Diéthyloxamide
Le N,N'-diéthyloxamide est un composé chimique de formule semi-développée CH3CH2NHCOCONHCH2CH3. Il s'agit du dérivé di-éthylé symétrique de l'oxamide. Ce composé est peu soluble dans les solvants polaires comme dans les solvants organiques.